# Black River (1939)
Black River (Originaltitel: Allegheny Uprising) ist ein US-amerikanischer Western aus dem Jahr 1939 von William A. Seiter mit Claire Trevor und John Wayne in den Hauptrollen. Der Film wurde von RKO Radio Pictures produziert und basiert auf dem Roman The First Rebel von Neil H. Swanson. Er wurde auch als Der Mann vom schwarzen Fluss vertrieben.

## Handlung
1759 kehren Jim Smith und seine Freunde McDougall und Professor aus den Indianerkriegen in Québec heim ins Alleghenytal in Pennsylvania. McDougalls Tochter Janie begrüßt die Heimkehrer.
In der Nacht wird eine nahe Siedlung von Indianern angegriffen. Smith führt eine Gruppe Männer an, die, selber als Indianer verkleidet, die plündernden Angreifer verfolgen soll. Smith erkennt, dass die Indianer ihre Waffen von lokalen Waffenhändlern beziehen. Er reitet nach Philadelphia, um ein Verkaufsverbot zu erreichen. General Gage stimmt dem Verbot zu, was den Händler Callendar in Wut versetzt. Callendar kann einen Armeebürokraten überreden, ihm eine Handelserlaubnis auszustellen.
Smith erfährt, dass Callendar weiterhin Waffen und Alkohol an die Indianer verkauft und informiert den Gouverneur Captain Swanson. Der wiederum glaubt Smiths Anschuldigungen nicht. Smith und seine Männer greifen daraufhin, wieder als Indianer verkleidet, Callendars Treck an und vernichten die Lieferung. Callendar lässt die für die Lieferung benutzten Armeewagen zerstören und bezichtigt die Siedler des Verrats.
Da Swanson dem Händler Glauben schenkt, will Smith die nächste Lieferung zum Fort durchkommen lassen, danach das Fort absperren und einen der Wagen mit der Ware zu General Gage schicken, als Beweis für die Waffen- und Alkohollieferung. Callender klagt Smith wegen Mordes an. Die Verhandlung wird durch den soeben eintreffenden Gage unterbrochen, der Callender festnehmen lässt. Swanson wird zurück nach England geschickt.

## Produktion
Die Dreharbeiten begannen am 10. Juli 1939. Gedreht wurde in Pittsburgh in Pennsylvania sowie am Lake Sherwood in Kalifornien und in den RKO-Studios in Los Angeles.

## Stab und Besetzung
Albert S. D’Agostino und Van Nest Polglase waren die Art Directors, Darrell Silvera der Szenenbildner. Walter Plunkett kreierte Claire Trevors Garderobe.
In kleinen nicht im Abspann erwähnten Nebenrollen traten Leyland Hodgson, Noble Johnson, Tom London, Charles Middleton, Bud Osborne und Douglas Spencer auf.

## Synchronisation
Eine erste Synchronfassung entstand für den Kinoeinsatz. Hierbei wurde John Wayne von Wolfgang Lukschy gesprochen.
Die nachfolgende Fassung entstand 1966 durch die CS-Film GmbH, München.
| Rolle           | Schauspieler   | Deutscher Synchronsprecher |
| --------------- | -------------- | -------------------------- |
| Janie McDougall | Claire Trevor  | Helga Trümper              |
| Jim Smith       | John Wayne     | Klaus Kindler              |
| Captain Swanson | George Sanders | Thomas Reiner              |
| Callendar       | Brian Donlevy  | Gerd Martienzen            |

## Veröffentlichung
Die Premiere des Films fand am 3. November 1939 in Pittsburgh statt. In der Bundesrepublik Deutschland kam er am 21. Oktober 1966 in die Kinos, in Österreich am 14. April 1967.

## Kritiken
Das Lexikon des internationalen Films schrieb: „B-Western voller Klischees voller Klischees.“
Die Filmzeitschrift Cinema beschrieb das Werk als „kernig-patriotischer Western rund um eine historische Heldenfigur.“ Das Fazit lautete: „Unprätentiöse Prärieaction alter Schule.“
Frank S. Nugent von der The New York Times fand den Film überraschend steif und unaufregend. Er sei ein ausgedehnter und konfuser Kostümfilm.